# Хайно Фальке
Хайно Фальке (26 вересня 1966 , Кельн, Північний Рейн-Вестфалія ) — німецько-голландський професор радіоастрономії та фізики астрочастинок в Університеті Радбоуда в Неймегені.
Фахівець з чорних дір, є автором концепції «тінь чорної діри».
В 2013 році команда під його керівництвом здобула грант на дослідження в розмірі 14 мільйонів євро від Європейської дослідницької ради для подальших досліджень чорних дір. 
В 2019 році Фальке оголосив перші результати діяльності Телескопа горизонту подій на прес-конференції EHT в Брюсселі.

## Кар'єра
Фальке народився в Кельні, Німеччина, в 1966 році.
В 1986 — 1987 рр вивчав фізику у Кельнському університеті, в 1987 — 1992 рр у Боннському університеті здобув Diplom (еквівалент ступеню магістра) з фізики. 
В 1994 році здобув ступінь доктора філософії з астрономії з відзнакою у Боннському університеті. 
Згодом Фальке працював науковцем в Інституті радіоастрономії Макса Планка в Бонні, Університеті Меріленду та Університеті Аризони. 
В 2000 здобув габілітацію Боннського університету.

## Дослідження
Фальке займається теоретичною астрономією, а також спостереженнями та експериментальними дослідженнями. 

Окрім роботи з LOFAR, він також бере участь у розробці радіоантени площею у Квадратний Кілометр. 

В 2000 році він передбачив, що можна буде проводити вимірювання біля краю чорної діри. 
Через чотири роки його команді вдалося це зробити. 

В 2013 році Фальке разом з Лучано Реццолла з Інституту гравітаційної фізики Макса Планка. запропонував, що бліцари можуть бути поясненням швидких радіоімпульсів. 

Бліцари утворюються, коли надмасивна нейтронна зоря, що обертається, досить сповільнюється, втрачає своє магнітне поле, а потім перетворюється на чорну діру. 

Фальке передбачив, що біля країв чорної діри буде «тінь чорної діри», яку можна було б виявити радіотелескопом. 

Зрештою цю тінь спостерігали за допомогою телескопа горизонту подій.

## Нагороди та визнання
- 2000: премія Людвіга Бірмана для молодих астрономів Німецького астрономічного товариства[16][17];
- 2003: ад'юнкт-професор радіоастрономії та фізики астрочастинок в Університеті Радбоуда в Неймегені;
- 2006: премія Академії[en] Берлін-Бранденбурзької академії наук.[16][18];
- 2008: грант на передові дослідження Європейської дослідницької ради у розмірі 3,5 мільйона євро.[16];
- 2011: премія Спінози[19];
- 2013: грант Європейської дослідницької ради Synergy;
- 2013: член Європейської Академії[20];
- 2014: член Королівської Нідерландської академії мистецтв і наук[21];
- 2016: кавалер ордена Нідерландського лева [22];
- 26 квітня 2018: астероїд був названий на його честь (12654) Heinofalcke[de];
- 2021: лекція Петрі;
- 2021: медаль Генрі Дрейпера (спільно з Шепардом Доулманом);
- 2021: медаль Амальді[de] (спільно з Анджей Траутман[en]);

## Доробок
- Hungernde Löcher und aktive Kerne: die zentrale Maschine in galaktischen Zentren, (Dissertation, Universität Bonn, 1994), {{{first}}} {{{last}}}. Dictionary of National Biography. — L. : Smith, Elder & Co..
- mit Jörg Römer: Licht im Dunkeln: schwarze Löcher, das Universum und wir, Klett-Cotta, Stuttgart 2020, ISBN 978-3-608-98355-5.